# Francisco de Peñalosa
Francisco de Peñalosa (* um 1470 in Talavera de la Reina; † 1. April 1528 in Sevilla) war ein spanischer Kleriker, Sänger und Komponist der Renaissance.

## Sänger
Das genaue Geburtsdatum Francisco de Peñalosas ist nicht überliefert; er ist wohl um 1470 in Talavera de la Reina zur Welt gekommen. Auch über seine Ausbildung ist nichts bekannt, ebenso wenig, wann er in die königliche spanische Kapelle aufgenommen wurde. Jedoch bezeugt die Verleihung eines Kanonikats 1505 durch den spanischen König einen ersten Höhepunkt der Wertschätzung Peñalosas durch das Königshaus. Seit 1511 war Peñalosa auch als Musiklehrer für den Thronerben Ferdinand I. tätig; seinen Dienst als Sänger in der spanischen königlichen Kapelle versah er bis zum Tode des Königs im Jahre 1516. Zeitweise wirkte Peñalosa auch in Burgos.
Im Spätsommer 1517 berief Papst Leo X. ihn an die päpstliche Kapelle nach Rom, wiederum als Sänger. Peñalosa übte dieses Amt mindestens bis zum Tode Leos X. im Jahr 1521 aus; anderen Quellen zufolge sogar bis 1523. Danach kehrte er nach Sevilla zurück, wo ihn nicht nur das – auf Verlangen des Papstes nicht wieder besetzte! – Kanonikat mit Haus und Einkommen erwartete; Peñalosa wurde schon zwei weitere Jahre später, 1525, das Amt des Schatzmeisters der Kapelle verliehen. Drei Jahre später, am 1. April 1528, starb Francisco de Peñalosa; er wurde in der Kathedrale zu Sevilla beigesetzt.

## Komponist
Während andere spanische Komponisten der Renaissance sich in Italien nicht nur den dortigen Kompositionsstil aneigneten, sondern dort auch ihre Noten in Druck gaben, hat Francisco de Peñalosa von dieser Möglichkeit keinen Gebrauch gemacht. Dies wird oft als – nicht belegter – Hinweis darauf gesehen, dass er erst nach seiner Rückkehr nach Sevilla ernsthaft zu komponieren begann. So ist in den Handschriften der päpstlichen Kapelle keines seiner Werke genannt oder wird in den Verzeichnissen aufgeführter Werke aufgelistet, ebenso ist bis heute kein Beleg gefunden worden, als dem hervorgehen würde, dass auch nur eines der Werke Peñalosas noch zu seinen Lebzeiten gedruckt worden wäre.
Schon wenige Jahre nach Peñalosas Tod erkannte die Nachwelt die Qualität seines kompositorischen Schaffens: in einer der wichtigsten iberischen Handschriften, E-Tz Ms. 2/3, sind die meisten von Peñalosas geistlichen Werken aufgeführt, was seine große Wertschätzung in der Entstehungszeit dieser Handschrift widerspiegelt.

## Kompositionsstil
Recht häufig findet man bei Peñalosa ein in der Renaissance übliches Stilmittel: eine drei- oder vierstimmige Komposition über ein gegebenes melodisches Thema. Bei der Wahl dieses Themas griff Peñalosa dabei gleichermaßen auf Melodien aus seiner spanischen Heimat zu, wie sehr eindrucksvoll am Beispiel des zu Peñalosas Zeit bekannten villancicos „Nunca fue pena mayor“ in der gleichnamigen Messe belegt ist, wie auch auf Melodien, die im franko-flämischen Musikraum eher bekannt waren, wie etwa die berühmte und von auffallend vielen Komponisten der Renaissance verwendete Melodie des „L’homme armé“, die ebenfalls einer Messvertonung Peñalosas zugrunde liegt.
Auch in Bezug auf die Klanglichkeit seiner Werke bildet Peñalosas Musik einen Brückenschlag zwischen spanischer Klanglichkeit und dem franko-flämisch-geprägten, vielschichtig kontrapunktischen Musikstil jener Epoche. Was bei Johannes Ockeghem oder Josquin des Prez bisweilen fast spröde klingt, wirkt bei Peñalosa oft viel weicher, beinahe zart, was zum großen Teil auf dem Prinzip doppelter Bizinien beruht: zwei Stimmen singen im Terz-, Sext, oder Dezimabstand eine Melodie mit identischem Rhythmus, während die beiden anderen Stimmen, untereinander wiederum mit identischem Rhythmus, eine zur ersten kontrapunktische Melodie singen, die ebenfalls weitgehend auf parallelen Terzen, Sexten oder Dezimen beruht. Als besonders herausragendes Beispiel sei hier die Motette „Deus qui manus tuas“ genannt.
Hingegen fanden die gerade in den villancicos häufig sehr zentralen Rhythmus-Modelle wie Takte mit fünf Zählzeiten auch in Francisco de Peñalosas Schaffenswerk wenig Einfluss.

## Werke
Peñalosa komponierte vor allem mehrere Messen, einige Magnificat-Vertonungen, eine ganze Reihe geistlicher, fast ausnahmslos mit der Passionsthematik verknüpfter Motetten und einige Hymnen. An weltlichen Werken sind bis heute elf Kompositionen erhalten bzw. zweifelsfrei Peñalosa zugeschrieben.
Die Motette „Sancta mater istud agas“ ist in einer Quelle fälschlich ‚Iusquin’ zugeschrieben, also Josquin Desprez (oft auch „Josquin des Prez“), was sowohl Peñalosas kompositorische Verwandtschaft zu jenem als auch die hohe Qualität seines Schaffens dokumentiert.
Messen und Messteile:
- Missa „Adieu mes amours“
- Missa „Ave María Peregrina“
- Missa „El ojo“
- Missa Ferial (Torso, bestehend aus Kyrie, Sanctus und Agnus Dei)
- Missa „L’homme armé“
- Missa „Nunca fie pena mayor“
- Missa por la mar
- eine Messe unbekannten Namens (Torso, bestehend aus Gloria und Credo)
- 5 Kyrie-Vertonungen

Liturgische Werke:
- 6 Magnificat-Vertonungen
- 3 Lamentationen
- 5 Hymnen

Motetten:
- Adoro te, Domine
- Ave regina caelorum
- Ave vera caro Christe
- Ave vere sanguis Domine
- Ave verum corpus
- Deus qui manus tuas
- Domine Jesu Christe qui neminem
- Domine, secundum actum meum
- Emendemus in melius
- In passione positus
- Inter vestibulum ac altare
- Ne reminiscaris
- Nigra sum sed formosa
- O decus virgineum
- O domina sanctissima
- Pater noster
- Precor te, Domine
- Sancta Maria, sucurre miseris
- Sancta mater istud agas (siehe oben)
- Transeunte Domino
- Tribularer si nescirem
- Unica est columba mea
- Versa est in luctum

Weltliche Werke:
- Alegraos, males esquivos
- A tierras agenas
- De mi dicha no se spera
- El triste que nunca os vio
- Lo qui mucho se desea
- Los braços traygo
- Niña, ergiudme los ojos
- Por las sierras de Madrid
- Pues vivo en perder la vida
- Que dolor más me doliera
- Tú que viens de camino

Als verschollen geltende Werke:
- Ave Maria
- Credo
- Magnificat
- Vide Domine

Darüber hinaus existieren noch einige Werke, deren Urheberschaft derzeit noch nicht zweifelsfrei festgestellt werden konnte.

## Notenmaterial
Neben einer spanischen musikwissenschaftlichen Ausgabe existieren Noten einiger Werke im International Music Score Library Project im Internet und die Editionen des schottischen Musikverlags „mapa mundi“. Trotz der kompositorischen Qualität, des Reichtums an Ideen und der klanglichen Schönheit von Peñalosas Musik hat sich bislang kein Verlag mit einer Gesamtausgabe beschäftigt; unter anderem wohl daher fristet Peñalosas Musik nach wie vor eher ein Nischendasein.

## Musik
Um Francisco de Peñalosa wieder dem Vergessen zu entreißen, hat sich 1996 ein Vokalensemble gegründet, das nicht nur in vielen seiner Konzerte Werke von Francisco de Peñalosa aufführt, sondern auch dessen Namen übernommen hat: Das Peñalosa-Ensemble.

## Einspielungen
- „Missa el Ojo“: Neben der gleichnamigen Messe in Ersteinspielung sind acht Motetten von Peñalosa zu hören.